# Direction de la police de Berlin

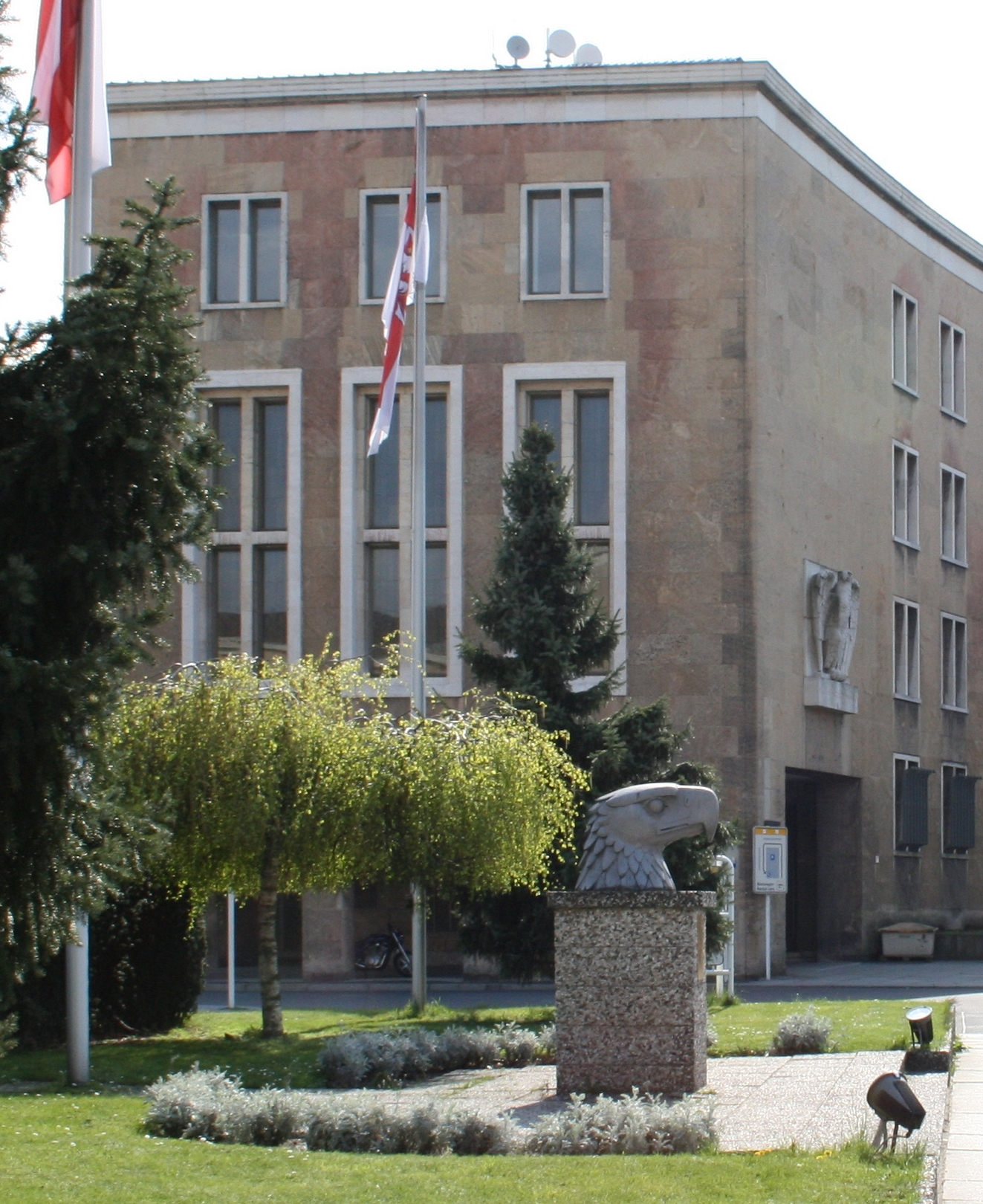
Direction de la police de Berlin et monument de la Platz der Luftbrücke.

La direction de la police de Berlin (en allemand : Polizeipräsidium Berlin [ˌpoliˈt͡saɪ̯ˌpʁɛˈziːdi̯ʊm] ou Der Polizeipräsident in Berlin [deːɐ̯ ˌpoliˈt͡saɪ̯pʁɛziˈdɛnt ɪn bɛʁˈliːn], dans l'usage courant Berliner Polizei [bɛʁˈliːnɐ ˌpoliˈt͡saɪ̯]) est un service de police du royaume de Prusse puis de l'Allemagne, créé en 1809 pour assurer la sécurité de la capitale. De 1949 à 1991, elle est partagée entre l'Allemagne de l'Est et l'Allemagne de l'Ouest. Elle dépend aujourd'hui de l'autorité sénatoriale à l'Intérieur et aux sports du Land de Berlin.

## Historique

### Dans le royaume de Prusse (1809-1918)

#### Fondation et développement

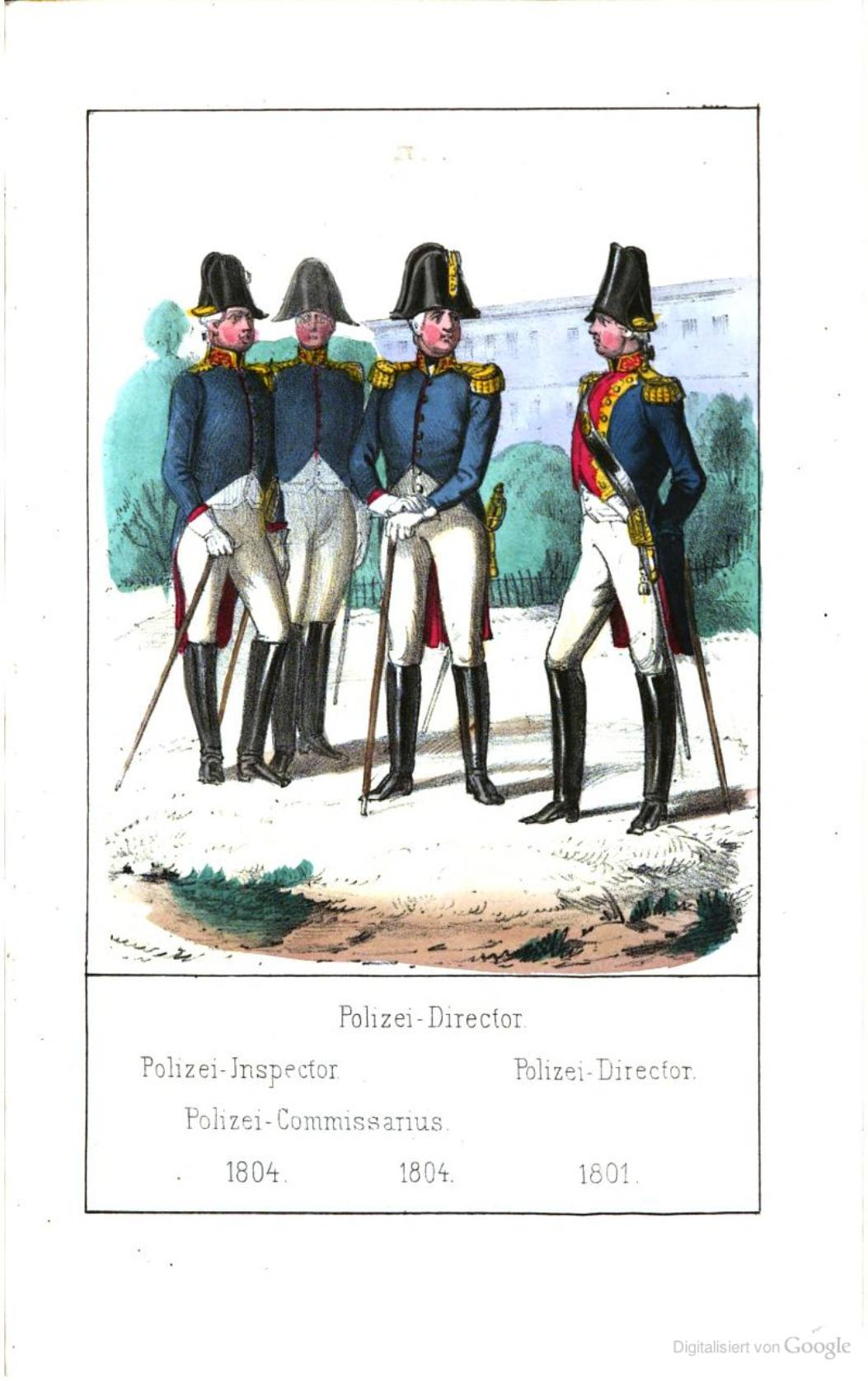
Uniformes de la police berlinoises en 1804, gravure d'Albert Ballhorn, 1852.

La police de Berlin est créée en 1809, sous le règne du roi Frédéric-Guillaume III de Prusse. À l'origine, elle cumule les attributions de police municipale et de police nationale. Elle assure les services de police politique, police criminelle, police de voie publique, conscription, censure de la presse et des théâtres, ainsi que des fonctions d'assistance sociale, santé publique, voirie et prévention des incendies. Son premier chef, Justus Gruner (plus tard anobli comme « von Gruner »), est nommé le 25 mars 1809 : il supprime la direction collégiale de la police et la remplace par une structure hiérarchisée. Le règlement de police du 5 janvier 1810 établit 4 secteurs territoriaux correspondant à Berlin-Ville, à Charlottenbourg, au Tiergarten (parc zoologique) et à l'arrondissement de Teltow-Bas-Barnim (de), supervisés par 4 départements : le service de police (Polizeiamt), le service des étrangers (Fremdenamt), compétent notamment pour les passeports, le bureau de la Sûreté (Sicherheitsbüro) et le bureau des Affaires générales (Geschäftsbüro). Gruner prévoyait 130 employés pour le bureau de la Sûreté, chiffre qui doit être réduit pour des raisons budgétaires. Il établit 24 commissariats et 30 « sergents de police » dirigés par 4 inspecteurs de police dont le plus ancien porte le titre de « commandant de l'équipe exécutive » (Kommandeur der Exekutivmannschaft). La police est habilitée à prononcer des peines corporelles allant jusqu'à 20 coups de bâton, d'emprisonnement jusqu'à 14 jours, des amendes jusqu'à 40 Reichsthaler, et à expulser de la ville les étrangers et les personnes sans emploi. Les policiers incompétents peuvent être démis de leurs fonctions et punis.

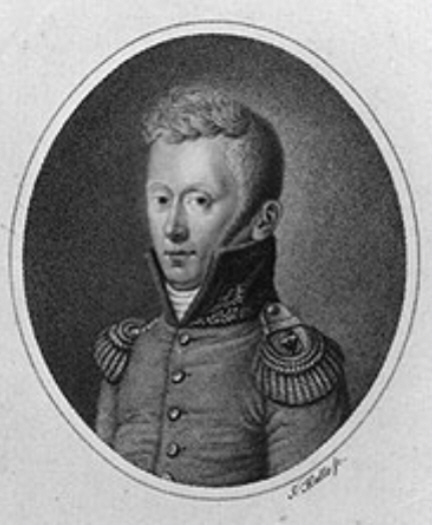
Le préfet Justus von Gruner, toile de J. S. L. Halle, v. 1811.

Une certaine rivalité oppose la police berlinoise à la gendarmerie, dépendant de l'armée prussienne et qui compte 50 hommes dans la capitale. Les policiers portent un uniforme de type militaire, gris fer puis, à partir de 1810, bleu sombre, avec casque et sabre. Pour les missions secrètes, désignées sous le nom de « haute police », ils peuvent opérer en civil avec une médaille cachée sous sa veste, portant l'aigle prussien et inscription « Polizei von Berlin » : cela comprend la lutte contre les espions français et autres ennemis intérieurs. La « haute police », dirigée par Gruner en personne avec 3 assistants, s'appuie sur un réseau d'informateurs et d’indicateurs.
Parallèlement à ses fonctions publiques, Gruner soutient les organisations patriotiques qui s'opposent à la domination de la France napoléonienne après les traités de Tilsit. Le 12 février 1811, le chancelier Karl August von Hardenberg promeut Gruner à la direction générale de la haute police pour toute la Prusse. Mais, à la suite du traité d'alliance franco-prussien signé le 5 mars 1812, dirigé contre la Russie, Hardenberg doit écarter du service les personnalités les plus opposées à la politique française. Gruner s'exile à Prague où il travaille comme agent d'influence du tsar Alexandre Ier ; il est arrêté le 22 août 1812, sous la pression des Français, par les autorités autrichiennes.
Le 1er avril 1811, un accord est signé entre Diederich Friedrich Carl von Schlechtendal, successeur de Gruner à la préfecture, et Caspar Heinrich Schoenemark, président du tribunal de Berlin, autorisant la police à intervenir de sa propre initiative si elle a connaissance d'un méfait en cours ; dans tout autre cas, elle n'intervient qu'à la demande du juge, mais elle peut arrêter un suspect et le placer en détention avant d'en référer au juge d'instruction. Le partage des compétences entre police et justice reste cependant contesté.

#### De la révolution de 1848 à l'unité allemande

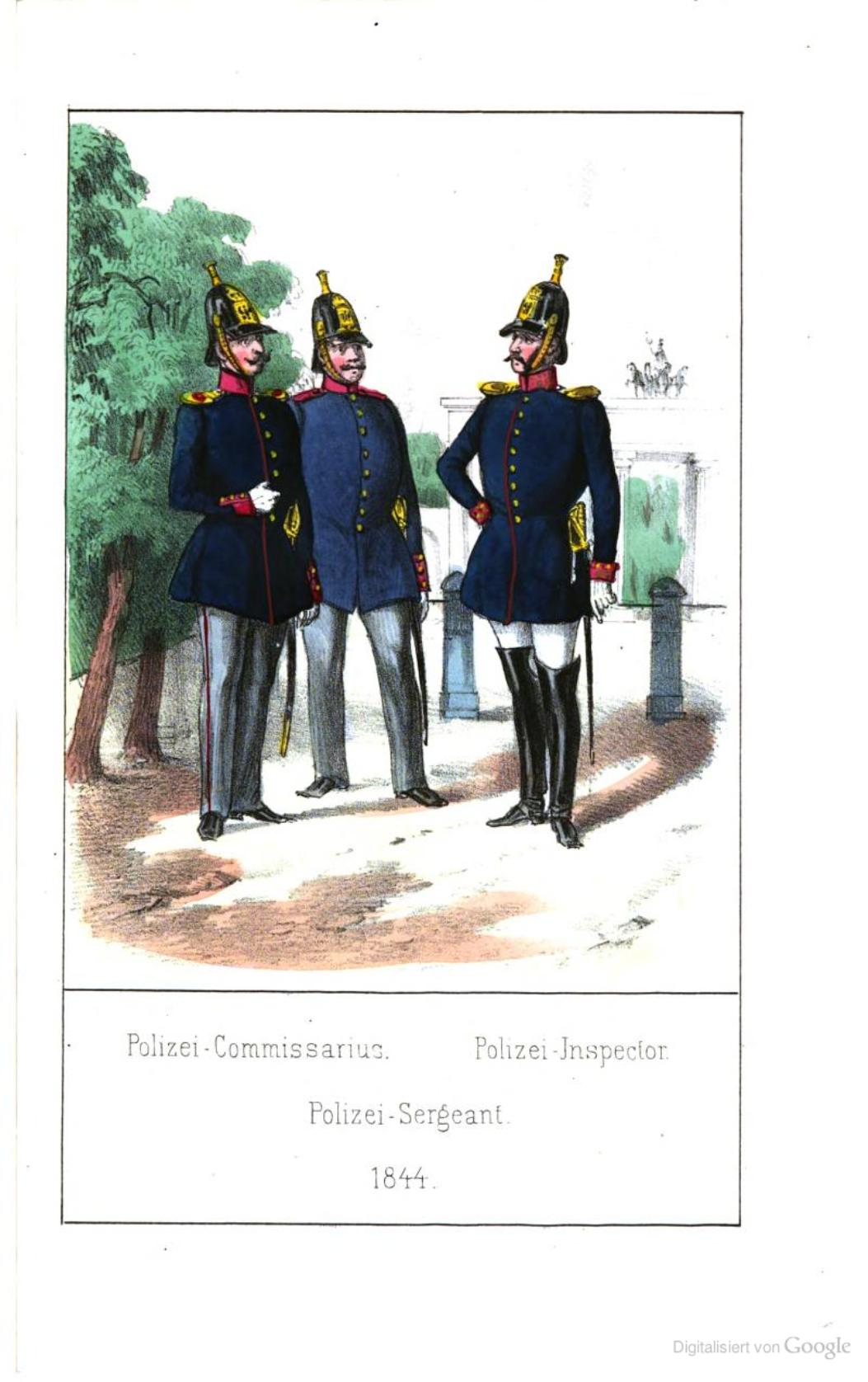
Uniformes de la police berlinoises au milieu du XIXe siècle, gravure d'Albert Ballhorn, 1852.

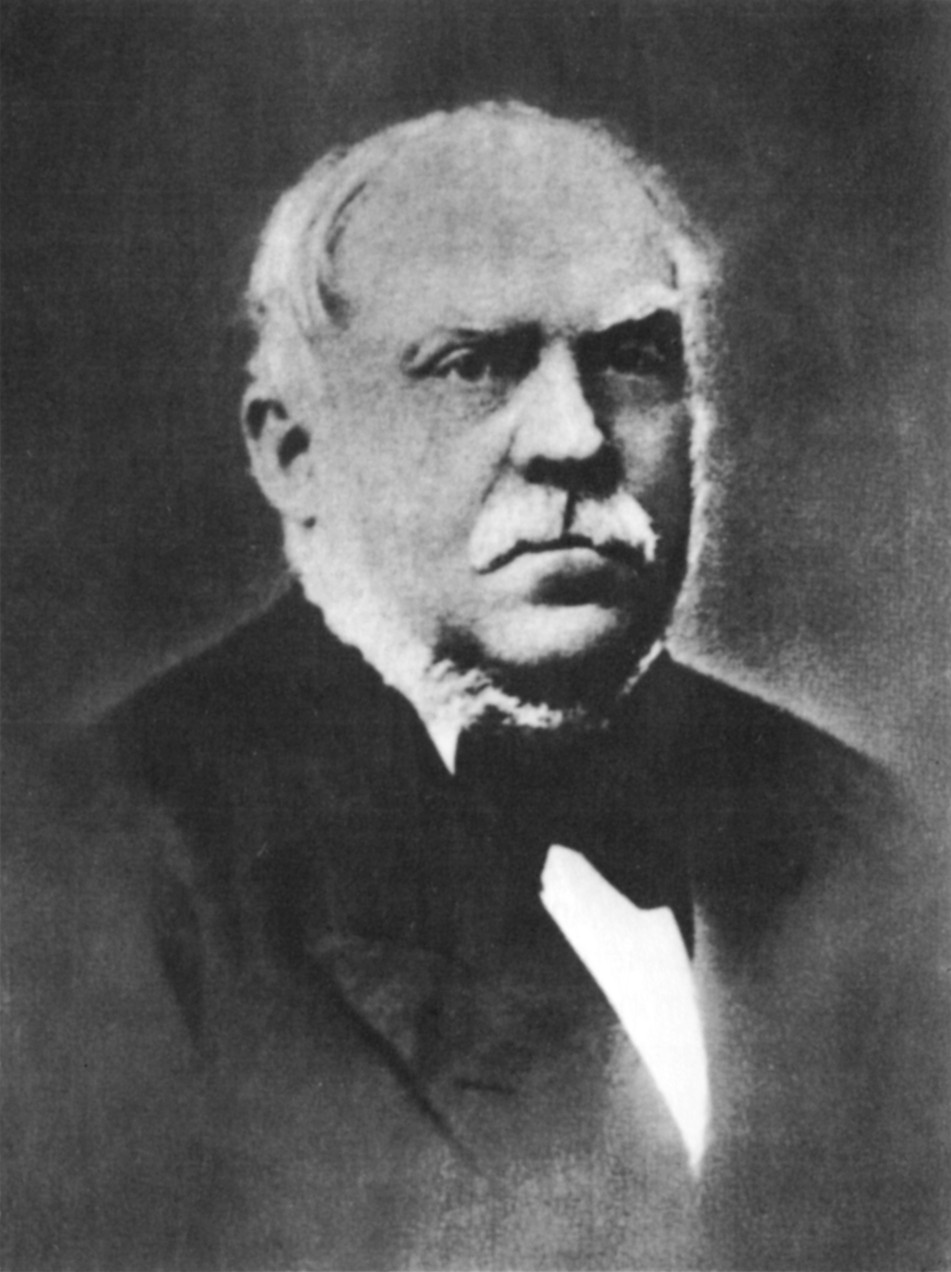
Moritz von Bardeleben, préfet de juin à novembre 1848.

Pendant la révolution allemande de 1848, trois chefs de police se succèdent en moins d'un an. Le roi Frédéric-Guillaume IV instaure, le 23 juin 1848, une « troupe royale de protection » (Königliche Schutzmannschaft) chargée du maintien de l'ordre :
« Décret du Cabinet suprême: sur le rapport du 19 juin du ministre d’État, j’autorise par la présente qu’à la place de l’ancienne police exécutive en uniforme [à Berlin] afin de maintenir la sécurité et l’ordre, une troupe de protection composée d’un colonel, de cinq capitaines, de deux cents sergents et de dix-huit cents gardiens (dont quarante à cheval) jouissant de tous les droits et devoirs des fonctionnaires à titre provisoire jusqu'à la réorganisation définitive du système de police. Sans-Souci, 23 juin 1848, signé : Frédéric-Guillaume, contresigné : Camphausen, von Auerswald. »
La Schutzmannschaft, de recrutement en grande partie local, montre des sympathies pour le mouvement démocratique mais rentre dans le rang lorsque l'armée prussienne intervient pour étouffer le mouvement révolutionnaire. Symboliquement, en 1852, la Schutzmannschaft (plus tard Schutzpolizei) adopte le casque à pointe imité de celui de l'armée. Les policiers restent cependant exempts de service militaire.
La censure des publications et spectacles, instaurée par Frédéric II en 1749, avait été renforcée sous le gouvernement autoritaire du chancelier Hardenberg en 1820. Elle dépendait du ministère de l'intérieur avec des services distincts pour les théâtres royaux et les théâtres privés. La révolution de 1848 s'accompagne d'une prolifération des nouveaux spectacles. La censure préalable est abolie par un édit du 25 septembre 1848 ; cependant, à partir du 18 novembre 1848, le nouveau préfet Karl Ludwig Friedrich von Hinckeldey, une des figures les plus marquantes de l'ère réactionnaire qui suit la révolution, envoie régulièrement ses inspecteurs assister aux représentations pour signaler tout risque de trouble à l'ordre public. Pendant l'été 1850, un conflit de compétence oppose le préfet de police au haut président de la province de Brandebourg, celui-ci s'estimant seul responsable de la surveillance des spectacles. Le 10 juillet 1851, Hinckeldey obtient une ordonnance qui rétablit  une censure unique des théâtres royaux et sous privilège.
À partir de 1866, la police berlinoise utilise le fourgon cellulaire, voiture à chevaux de couleur verte, familièrement appelée « Minna la verte » (« Grüne Minna »). En 1873 est créée la police de circulation : les agents en service portent un brassard et un shako blancs, ce qui leur vaut le surnom de « souris blanches » (« Weiße Mäuse »).
De 1906 à 1945, la circonscription de police du Grand Berlin est désigné par l'abréviation IA qui figure aussi sur les plaques d'immatriculation.

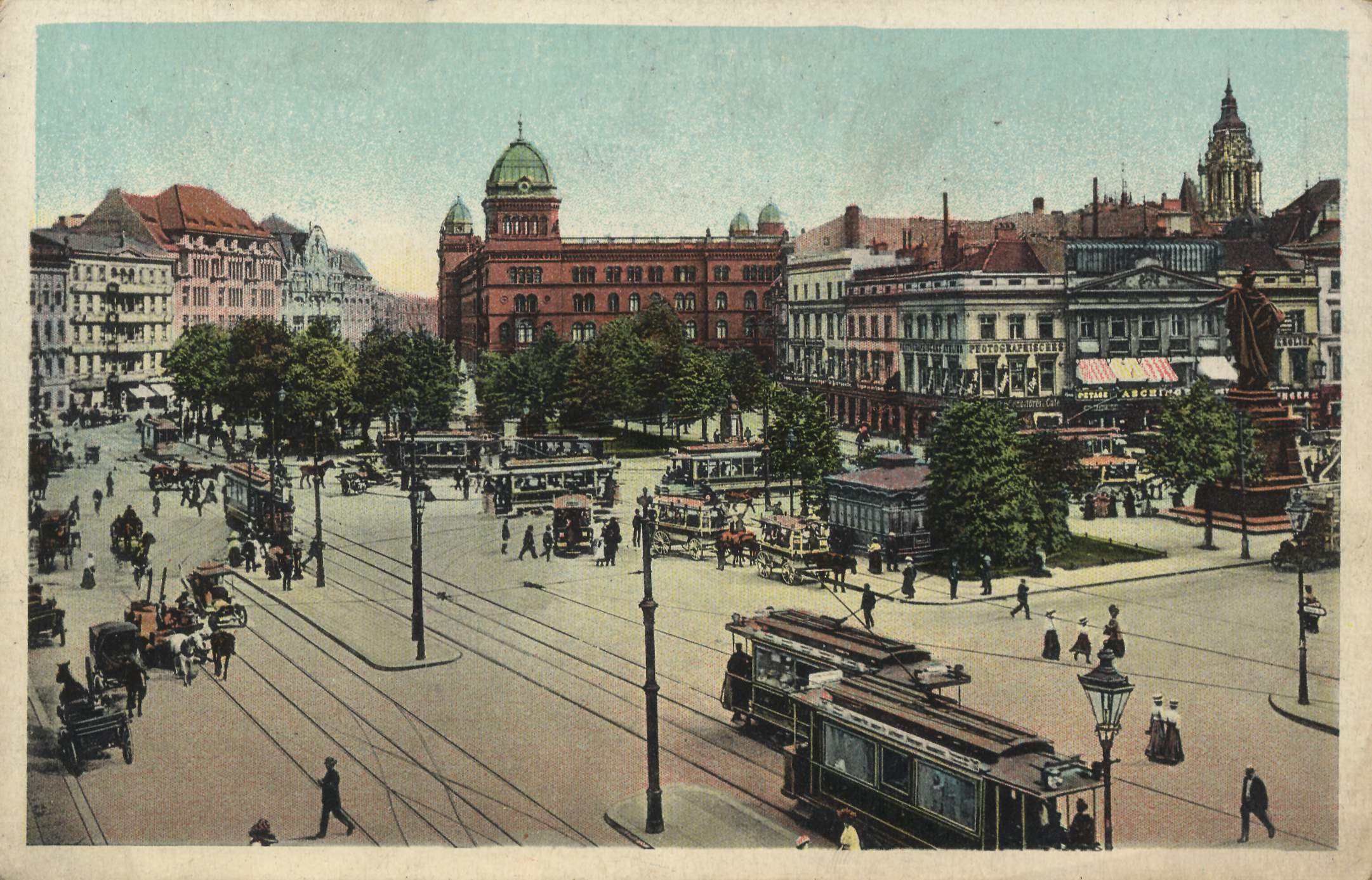
Alexanderplatz avec la préfecture de police (en rouge au centre), v. 1900.

La population urbaine augmente rapidement, dépassant les deux millions d'habitants en 1907. Les affaires criminelles deviennent plus nombreuses et plus complexes : le département des fraudes commerciales passe d'une à deux, puis trois sections avant 1914. La préfecture a du mal à trouver des employés ayant un niveau d'éducation suffisant, ceux-ci préférant les carrières commerciales ou techniques mieux rémunérées : aussi les inspecteurs sont-ils souvent recrutés parmi les sous-officiers de l'armée.
La rapide croissance industrielle s'accompagne de conflits sociaux, généralement de gravité limitée. La police intervient pour disperser une manifestation de chômeurs devant le palais royal en 1892, une émeute dans le quartier de Moabit en 1910, et, en 1905, pour protéger un convoi de briseurs de grève débarquant à la gare de Silésie pour travailler dans une cimenterie. L'apparition d'une dizaine de policiers suffit pour calmer les manifestations ouvrières, le mouvement social-démocrate restant profondément légaliste.

### Dans l'État libre de Prusse (1918-1933)

#### Police et révolution

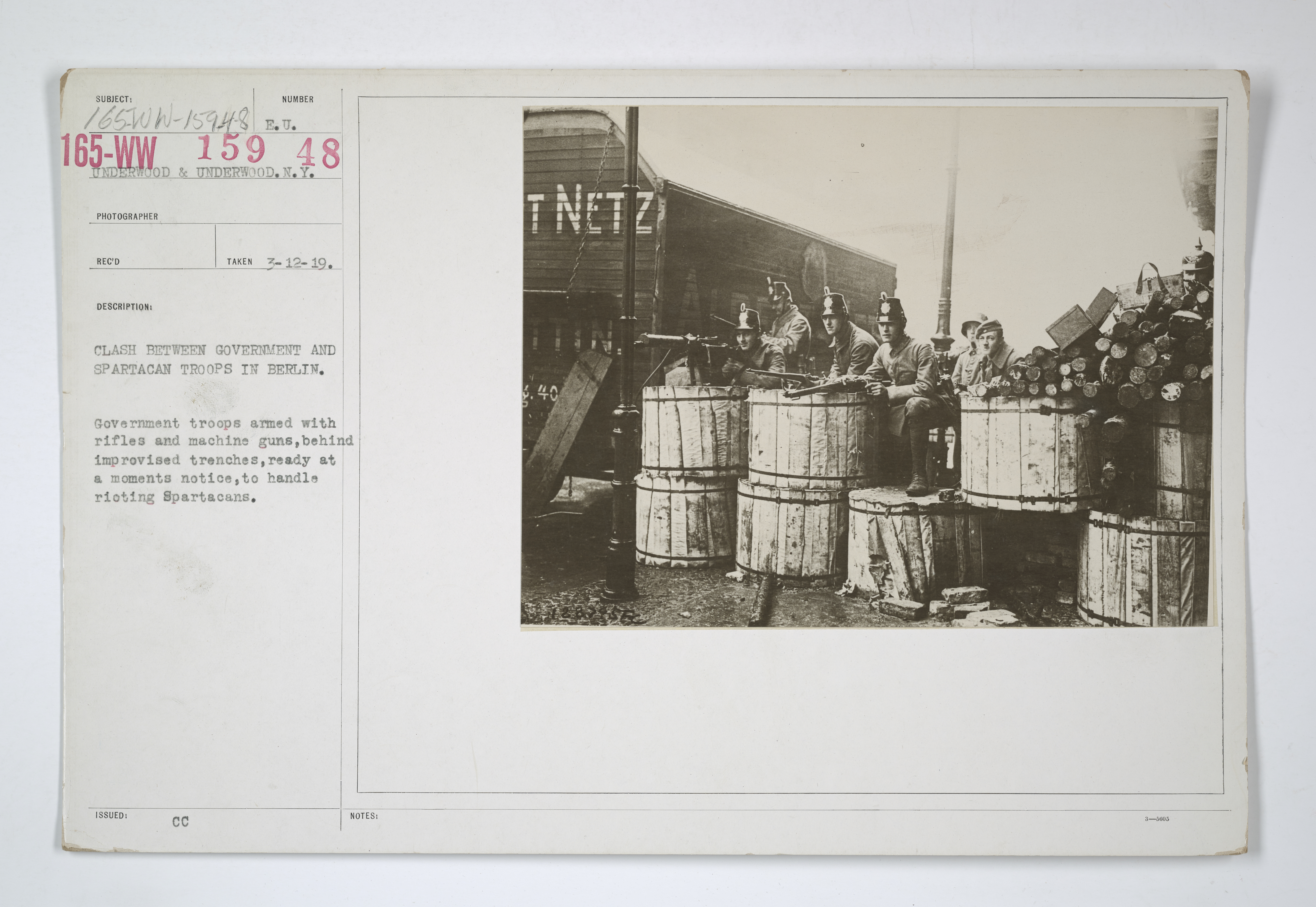
Policiers armés de fusils et de mitrailleuses, derrière une barricade, prêts à combattre les spartakistes. « Activités ennemies », fiche du War Department américain, 1919.

Pendant la révolution allemande de 1918-1919, la police berlinoise est au centre des affrontements qui opposent les révolutionnaires de la Ligue Spartakus, du Parti social-démocrate indépendant d'Allemagne (USDP) puis du Parti communiste d'Allemagne (KPD) aux forces gouvernementales et aux corps francs (Freikorps) monarchistes,.
Au début de novembre 1918, les manifestations, mutineries et grèves se multiplient contre la poursuite de la guerre et contre le régime de Guillaume II. Le 9 novembre, les manifestants rassemblés à l'appel de l'USPD, scission de gauche du Parti social-démocrate (SPD) s'emparent de la préfecture de police : Emil Eichhorn, chef de l'USPD, s'installe dans les fonctions de préfet. Les manifestants encerclent ensuite le Reichstag (parlement) où la République allemande est proclamée. Le gouvernement provisoire, le Conseil des commissaires du peuple, confirme la nomination d'Eichhorn comme préfet.

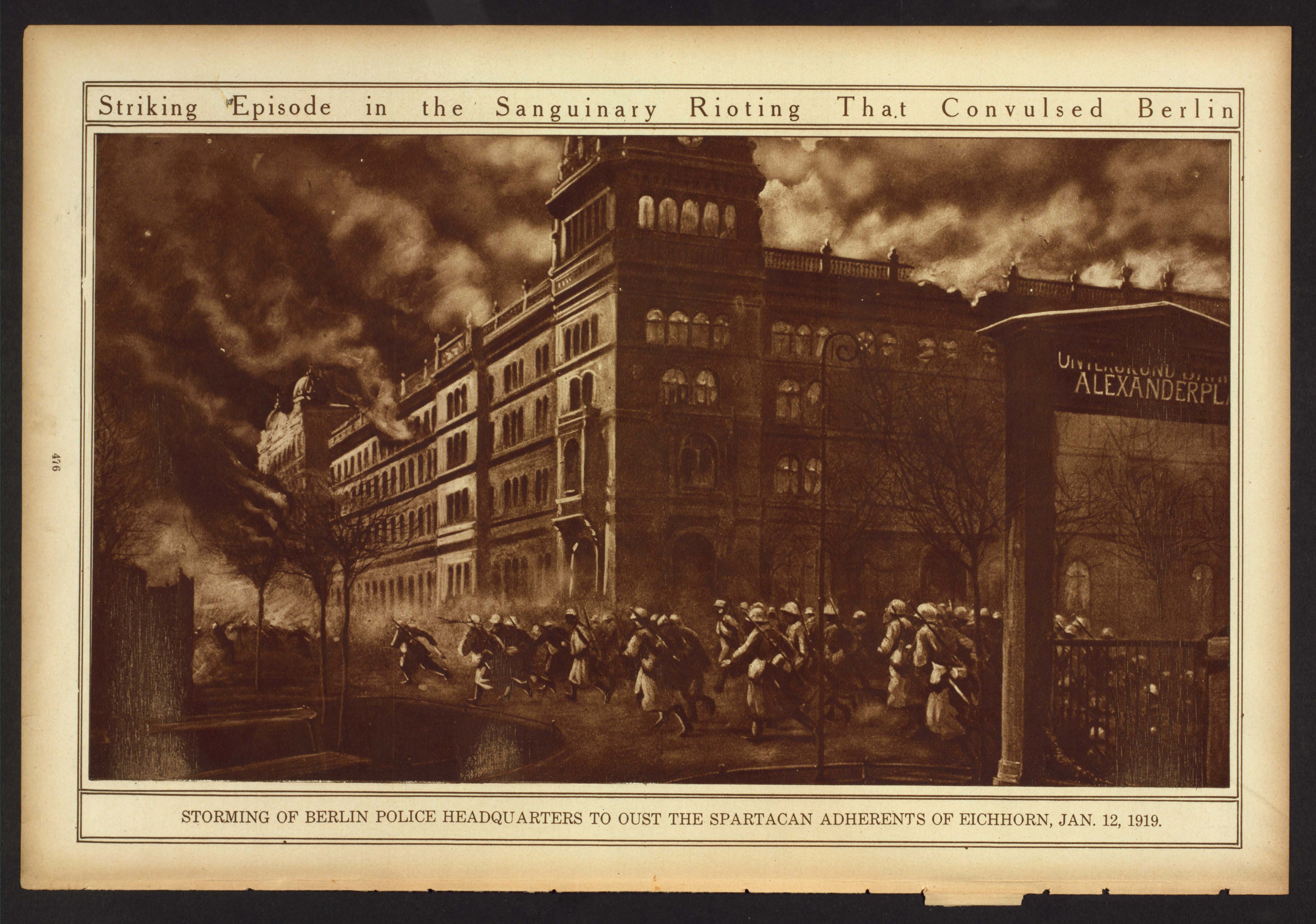
Assaut de la préfecture de police de Berlin tenue par les partisans de la Ligue Spartakus le 12 janvier 1919, The New York Times, 1919.

En décembre 1918, Eichhorn met au jour un complot contre-révolutionnaire. Mais il se trouve isolé lorsque l'USPD rompt avec le gouvernement dirigé par le social-démocrate Friedrich Ebert. Eichhorn fait l'objet d'une campagne de diffamation menée par les sociaux-démocrates et la droite. Le 4 janvier, le gouvernement de Prusse le démet de ses fonctions et le remplace par le social-démocrate Eugen Ernst (de). Cette décision est refusée par les partis d'extrême-gauche et Eichhorn, soutenu par une partie des policiers et par des milliers de manifestants, occupe la préfecture où il proclame : « « J'ai reçu mon poste de la révolution et je ne le remettrai qu'à la révolution ! ». Cette crise marque le point de départ de la révolte spartakiste de Berlin (5 - 12 janvier 1919). Le 9 janvier, des assemblées de travailleurs réclament la démission du gouvernement Ebert et la nominatin d'un autre membre de l'USPD à la préfecture. Cependant, le mouvement aboutit vite à une impasse et le comité révolutionnaire improvisé dans la préfecture ne peut obtenir le ralliement des masses ni des marins républicains de la Division de la marine populaire. Le 12 janvier, l'armée donne l'assaut à la préfecture où il ne reste plus que 300 insurgés commandés par le communiste Justus Braun, qui est fusillé avec quelques compagnons. L'armée et les corps francs éliminent les derniers foyers d'insurrection.
La préfecture connaît une dernière secousse révolutionnaire pendant la grève générale de mars 1919. Les 4 et 5 mars, des affrontements opposent les manifestants et les corps francs sur Alexanderplatz et la Division de marine demande à occuper la préfecture pour assurer sa sécurité. Le général Walther von Lüttwitz refuse et, employant les canons et les mitrailleuses, disperse les manifestants et oblige la Division de marine à capituler
.

#### La police du Grand Berlin

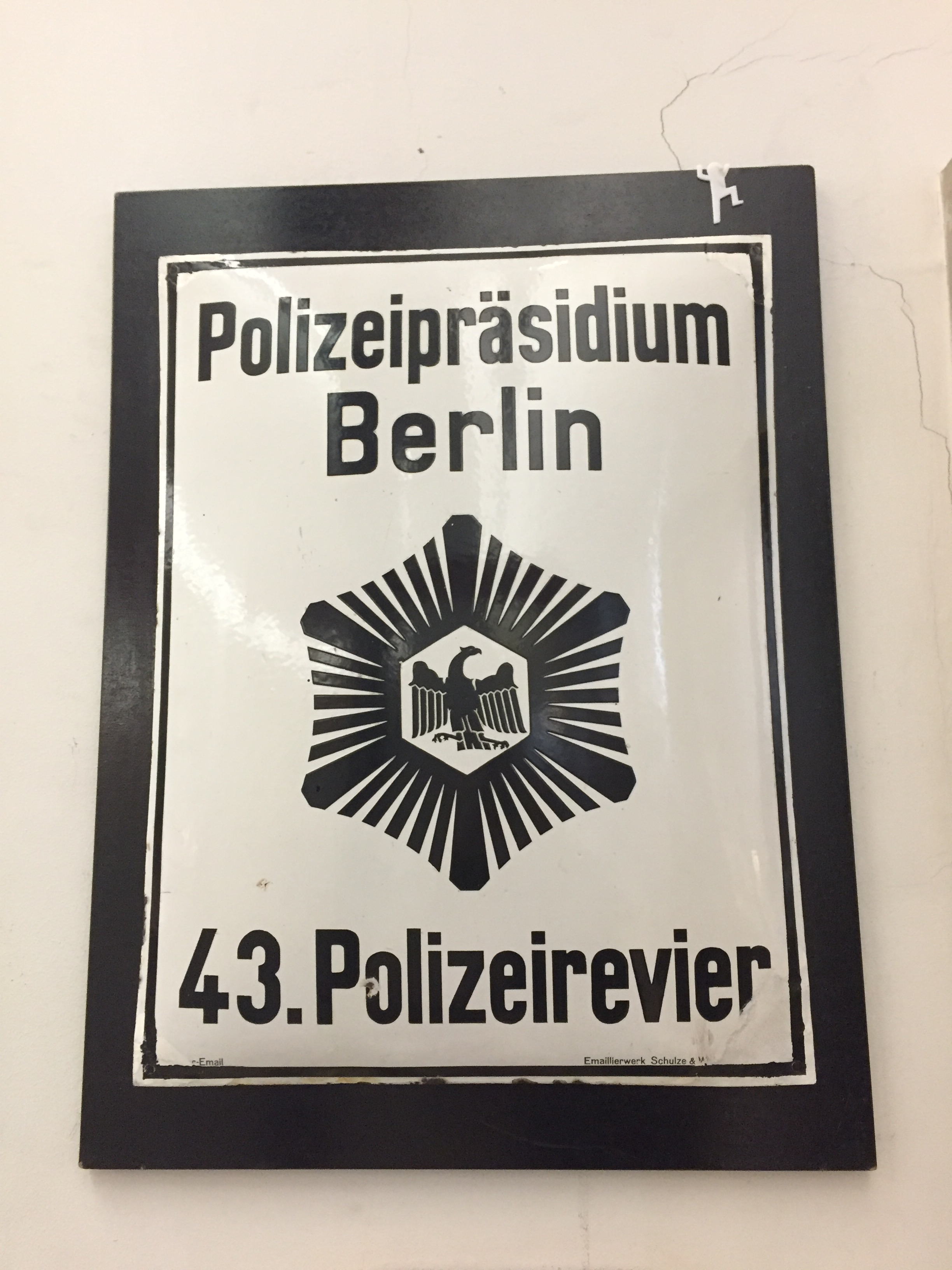
Plaque du commissariat n°43, Musée de la Police de Berlin.

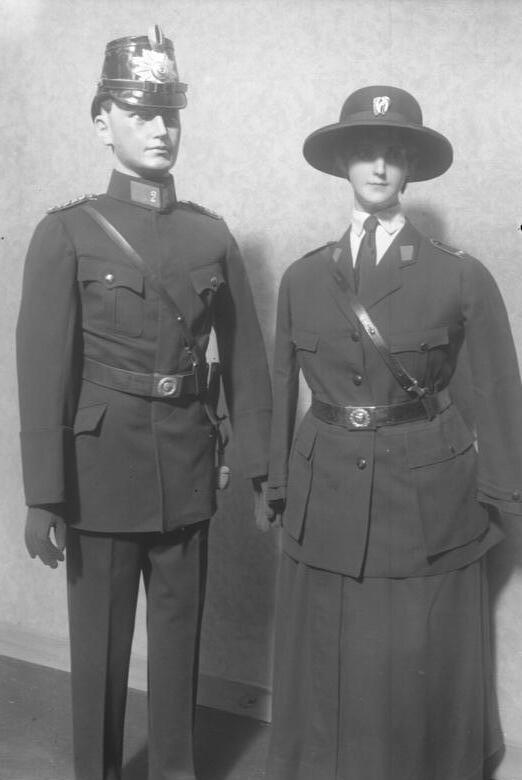
Exposition internationale de police à Berlin, 25 septembre 1926.

Après cette période agitée, la police de Berlin retrouve un fonctionnement régulier sous le gouvernement social-démocrate de l'État libre de Prusse. Elle dépend directement du ministère de l'Intérieur de Prusse. La circonscription du Grand Berlin, instaurée par la loi du 25 avril 1920, compte une population de 4 millions d'habitants sur une surface de 883,5 km² ; elle est divisée en 8 districts urbains à l'intérieur du Ringbahn, 55 districts de banlieue et 23 domaines. Le personnel de la préfecture comprend 14 000 policiers en uniforme, 3 000 employés aux affaires criminelles, 300 employés des immatriculations et 4 000 autres employés.
En 1926, le ministre de l'Intérieur Carl Severing puis son successeur Albert Grzesinski organisent à Berlin une exposition internationale de la police , tenue du 25 septembre au 17 octobre et qui attire 500 000 visiteurs. Grzesinski veut en faire le symbole de la nouvelle police « au service du peuple », disposant de nouvelles techniques, véhicules spécialisés, haut-parleur, radio, téléscripteur, feux de circulation
.
Les associations criminelles (Ringverein), composées à l'origine d'anciens détenus organisés en « associations de bienfaisance », se développent à partir de 1890 et dirigent le monde du vol, du racket, de la contrebande et de la prostitution : du fait de leurs méthodes efficaces de solidarité et faux témoignages, la police peine à les réprimer. Après la Première Guerre mondiale, les activités criminelles se multiplient : entre 1911-1913 et 1919-1921, le nombre de condamnations pour vol simple augmente de 81%, celles pour vol aggravé de 163% et celles pour recel de 245%. Les bandes peuvent être dirigées par des intellectuels appauvris ou d'anciens officiers de l'armée. Les trois principaux Ringvereine, « Grosser Ring », « Freier Bund » et « Freie Vereinigung », sont des associations officiellement déclarées ; le nombre total de bandes est estimé à 85 en 1933. La police les tolère à cause de leur influence adoucissante : les règles du Ringverein condamnent le meurtre, les crimes sexuels et l'usage des armes à feu ; leurs membres se conduisent courtoisement, ont des relations presque amicales avec leurs commissaires de police habituels et n'offrent pas de résistance en cas d'arrestation.
Pendant la crise finale de la République de Weimar, les affrontements reprennent entre la SA nazie et les militants de gauche du Front de fer. Les élections prussiennes du 24 avril 1932 laissent le gouvernement social-démocrate sans majorité : le chancelier Franz von Papen décide de le dissoudre lors du coup de Prusse, le 20 juillet 1932. Carl Severing, ministre de l'Intérieur de Prusse, envisage de mobiliser la police et le Front de fer pour s'opposer au coup d’État mais y renonce par crainte d'un affrontement avec la Reichswehr. Papen démet de leurs fonctions le préfet Albert Grzesinski et le chef de la police, Bernhard Weiss (« Isidor »). Ce dernier, d'origine juive, est particulièrement détesté par les nazis : Joseph Goebbels écrit dans son Journal que « le moment est venu d'en finir avec lui [Weiss]. Je l'ai combattu pendant 6 ans. Chaque national-socialiste à Berlin sait qu'il est l'incarnation du système [de Weimar]. S'il part, le système ne subsistera pas longtemps ». Papen se donne les pleins pouvoirs pour exercer le gouvernement de la Prusse et fait proclamer la loi martiale. Le général Gerd von Rundstedt, commandant de la garnison de Berlin, fait occuper la préfecture de police par ses troupes et évacuer Grzesinski , Weiss et Heismannberg, commandant de la Schutzpolizei, ces deux derniers étant placés en état d'arrestation. Kurt Melcher, chef de la police d'Essen, est nommé préfet

La préfecture de police sous la république de Weimar
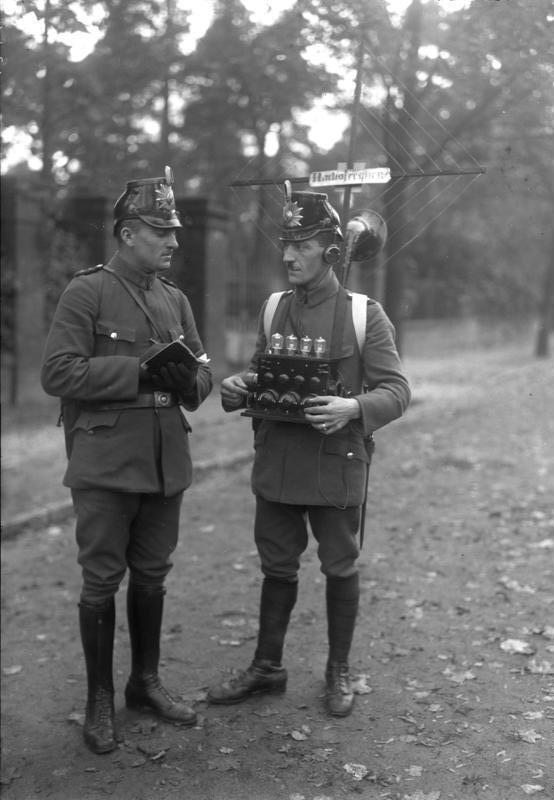
Policiers équipés d'un radio-émetteur, octobre 1923.
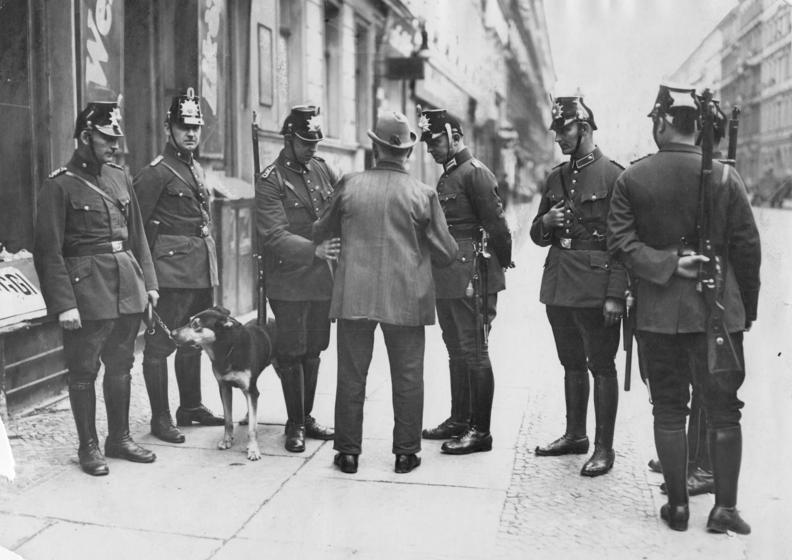
Contrôle de police dans le quartier de Berlin-Wedding, 1931.
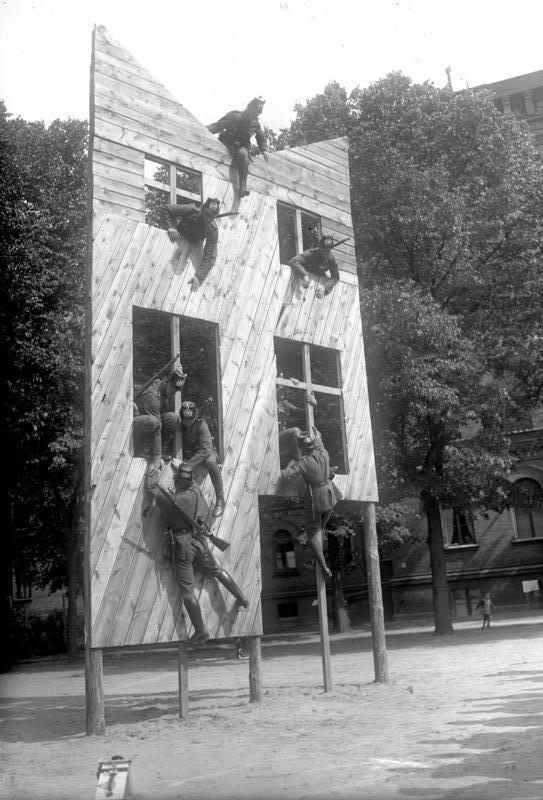
Entraînement de policiers à l'escalade de façade, juin 1931.
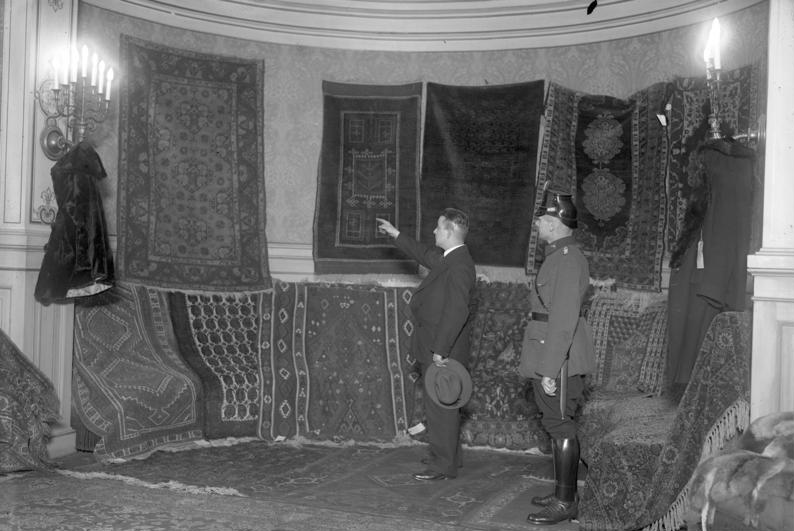
Exposition à la préfecture de tapis persans volés et récupérés par la police, mars 1932.
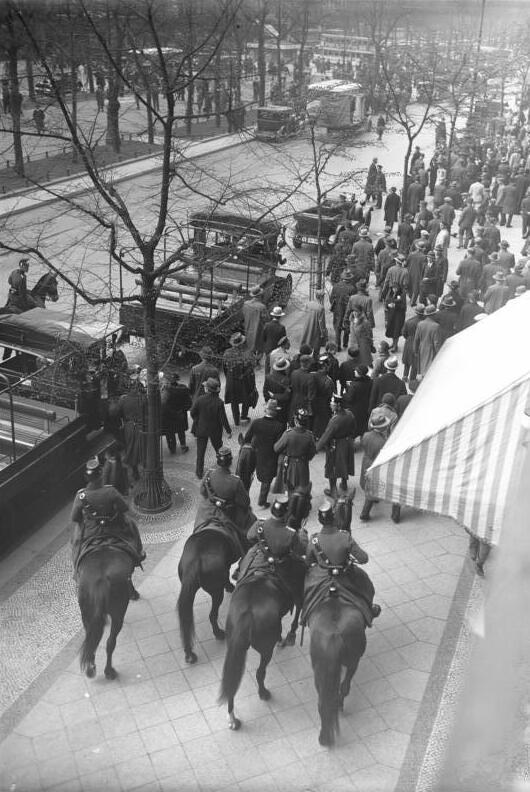
La police à cheval dispersant des manifestants sur l'avenue Unter den Linden, 1er mai 1931.
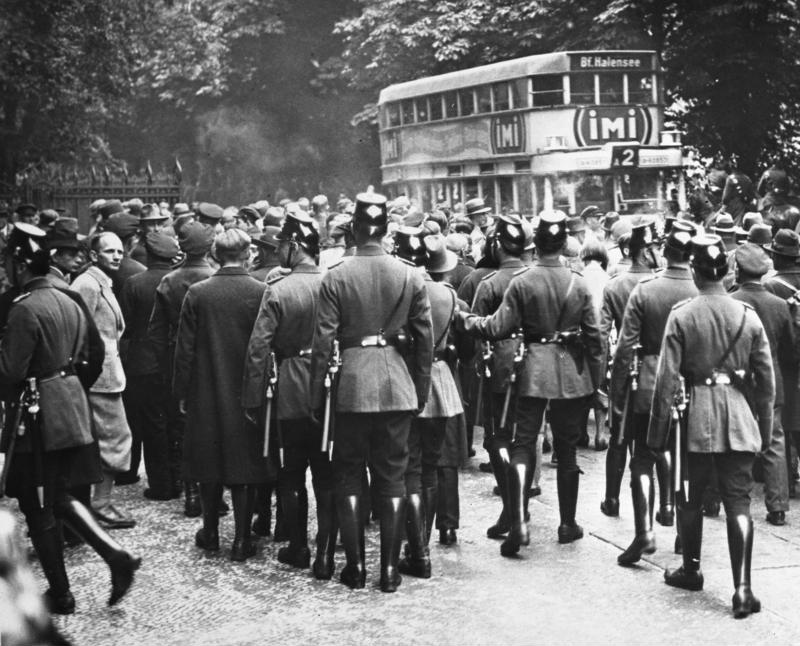
Déploiement de police au Tiergarten pendant les élections législatives de juillet 1932

### Dans le Troisième Reich (1933-1945)
L'arrivée de Hitler au pouvoir en janvier 1933 est vite suivie d'une épuration et d'une mise au pas de la police comme des autres administrations allemandes. La police des Länder est abolie et intégrée dans la police allemande unifiée du Troisième Reich sous l'autorité de Heinrich Himmler, chef des SS et ministre de l'Intérieur du Reich. En 1938, Ernst Gennat, chef de la brigade des homicides, utilise un des premiers circuits de télévision pour lancer un avis de recherche. Le chef de la police criminelle, Arthur Nebe, s'illustre dans la déportation des Roms et Sinti ainsi que dans le massacre des juifs et autres civils dans les territoires soviétiques occupés. Cependant, il est impliqué dans le complot du 20 juillet 1944 contre Hitler, condamné à mort par le tribunal nazi et exécuté.

La préfecture de police sous le IIIe Reich
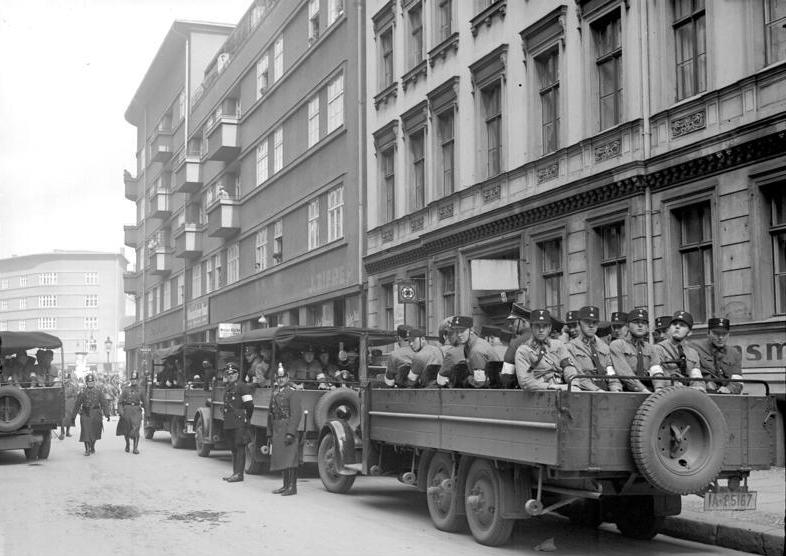
La police berlinoise accompagnant un déploiement de la SA nazie dans le quartier de Scheunenviertel (Berlin), printemps 1933.
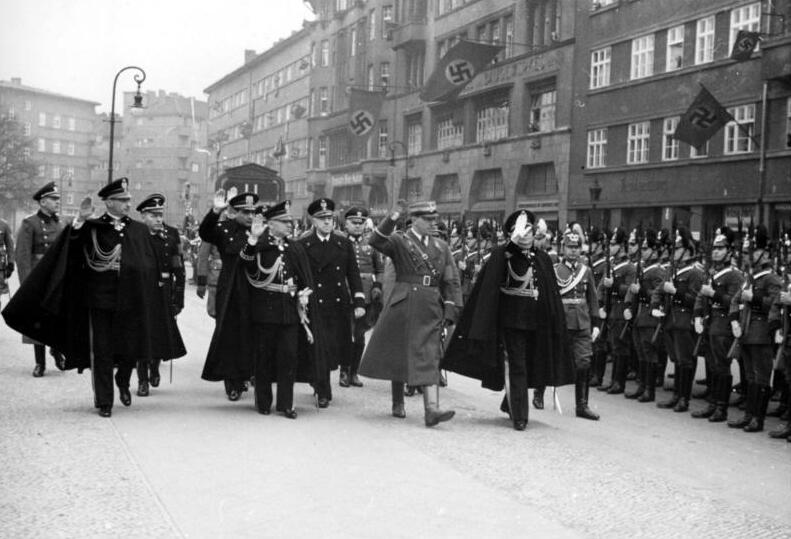
Le préfet Wolf-Heinrich von Helldorf (au centre) avec une délégation de chefs de la police du régime fasciste italien passant en revue la police berlinoise, 1936.
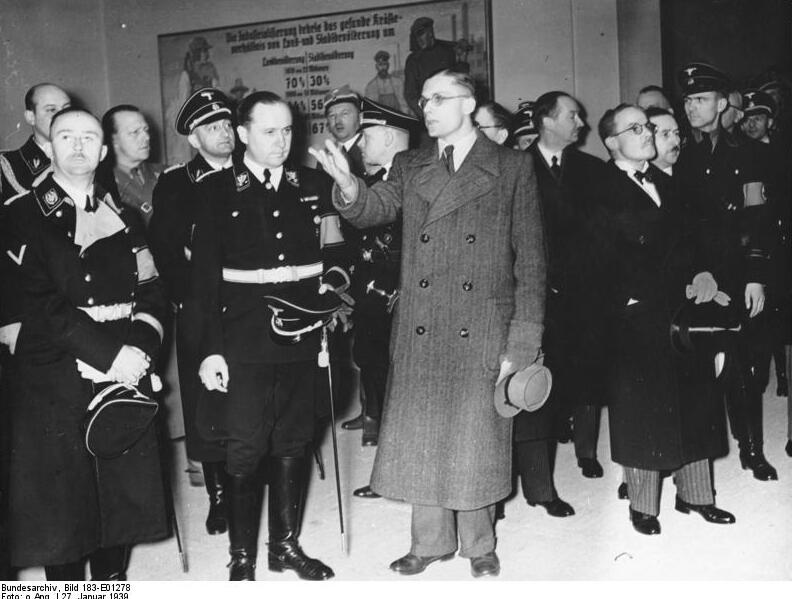
Le Reichsführer Heinrich Himmler, le ministre de l'Agriculture Richard Walther Darré, le préfet Wolf-Heinrich von Helldorf et l'ambassadeur français Robert Coulondre à la Semaine internationale de l'agriculture, 27 janvier 1939.
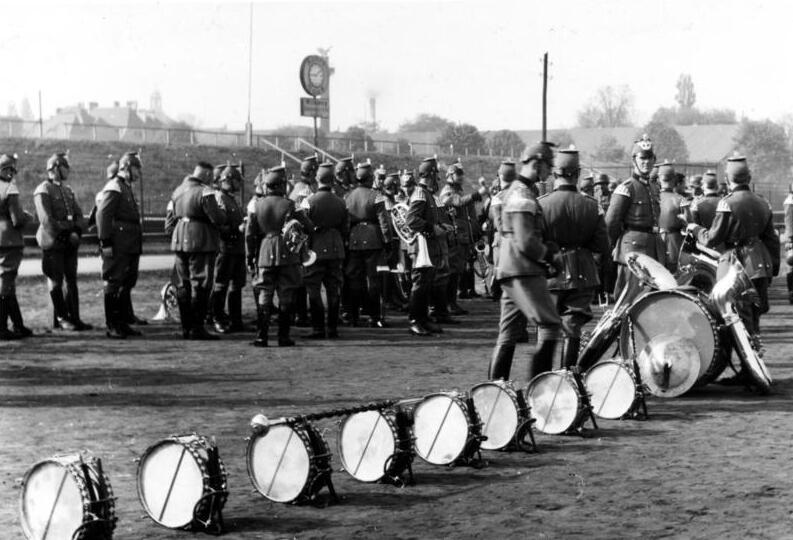
Parade du 9e bataillon de police de réserve avant son départ comme force d'occupation en Norvège, 9 mai 1940.
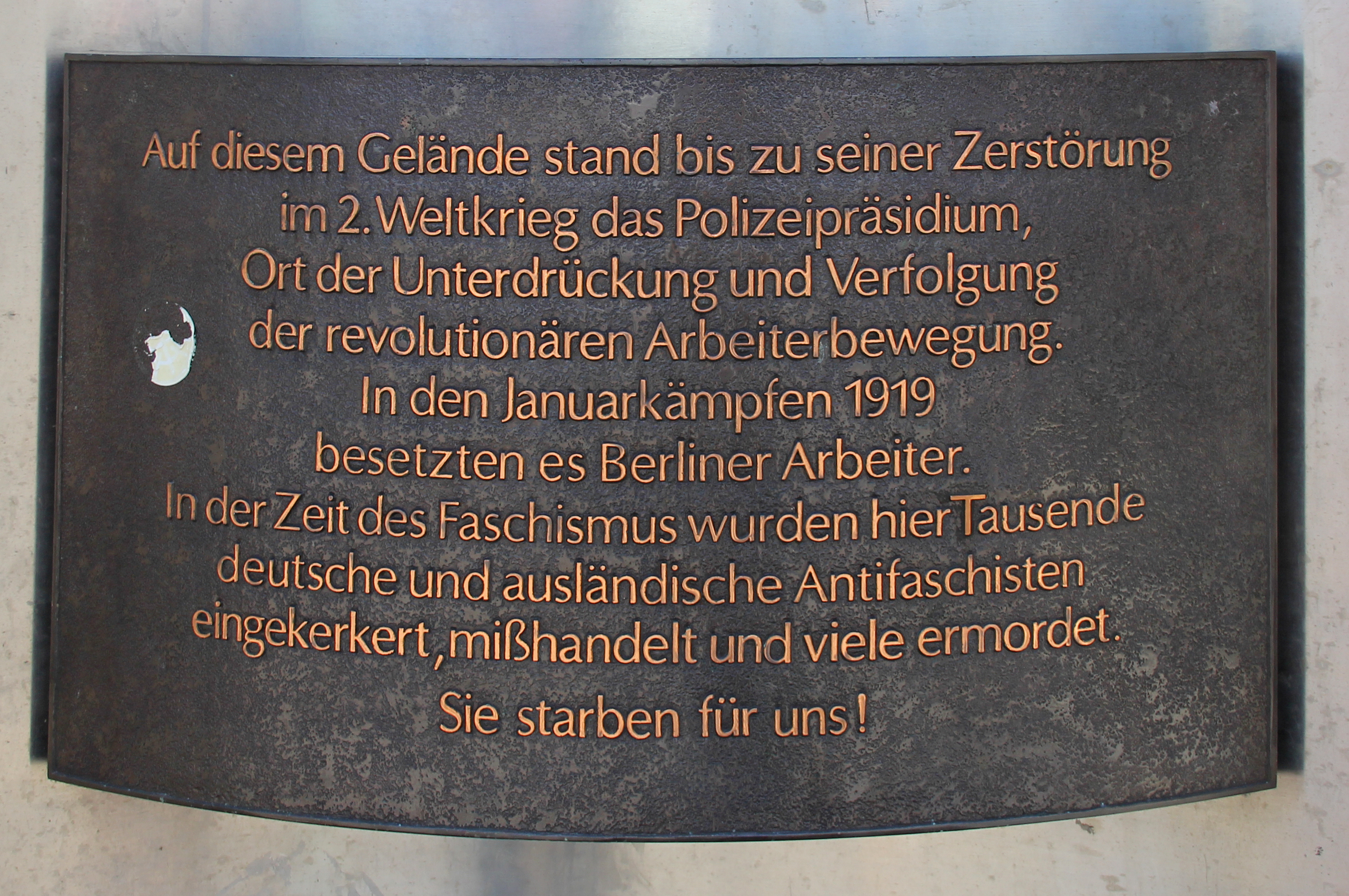
Plaque commémorative de l'ancien siège de la préfecture sur Alexanderplatz marquant le souvenir de la révolte spartakiste de janvier 1919 et des militants antifascistes allemands ou étrangers torturés et tués dans ses locaux entre 1933 et 1945.

### Dans l'Allemagne partagée (1945-1990)
Après la capitulation allemande du 8 mai 1945 (pour les Soviétiques, le 9 mai), Berlin est d'abord intégré à la zone d'occupation soviétique. La direction de la police est confiée à Paul Markgraf (de), ancien officier de la Wehrmacht, prisonnier de guerre en URSS passé par la rééducation de l'École antifasciste du front (de), devenu membre du Parti communiste d'Allemagne (KPD) et plus tard du Parti socialiste unifié d'Allemagne (SED). Cependant, il entre bientôt en conflit avec Louise Schroeder, bourgmestre-gouverneur de Berlin, qui ordonne sa révocation en novembre 1948. Les Soviétiques maintiennent l'autorité de Paul Markgraf dans leur zone tandis que Johannes Stumm (de) hérite de ses fonctions dans les trois zones occidentales (américaine, britannique et française), ce qui constitue le premier partage de Berlin.
La police de Berlin-Ouest compte 2 000 à 3 000 agents et 13 000 employés en 1948. Celle de Berlin-Est prend un caractère paramilitaire et intègre les groupes de service d'ordre de la Jeunesse libre allemande, organisation de jeunesse du SED. À partir des années 1950, elle est intégrée à la Volkspolizei (Police populaire ou Vopo) de l'Allemagne de l'Est et les grades civils sont remplacés par des grades militaires. La séparation devient totale avec la construction du mur de Berlin en 1961.
Après les mouvements étudiants des années 1960, la police de l'Ouest connaît une série de réformes entre 1972 et 1976. Les 113 commissariats de Berlin-Ouest sont regroupés en 27 nouvelles sections. En 1977, l'uniforme bleu est remplacé par celui, vert et beige, de la police fédérale allemande.
Les Vopos se distinguent de leurs collègues de l'Ouest par l'usage de grades de l'armée, du salut militaire et d'autres signes extérieurs de discipline. En même temps, il n'est pas rare qu'ils prennent du temps libre au milieu de leurs heures de travail pour aller faire des achats ou chez le coiffeur, ce qui constitue une adaptation au régime de pénurie de l'économie planifiée qui oblige à profiter immédiatement des arrivages de marchandises. Ils ont pour arme de service le pistolet 9 mm Makarov.
La police de Berlin-Est est engagée dans de nombreuses actions de répression politique, en dernier lieu les arrestations en masse de contestataires lors de la manifestation officielle du « jour de la République » (7 octobre 1989) pendant la crise finale du régime est-allemand.
Pourtant, lors de la réunification allemande de 1990, la police berlinoise est la première institution à fusionner les services de l'Est et de l'Ouest. Le 8 janvier 1990, le chef de la police de Berlin-Est, le Generalleutnant Friedhelm Rausch, démissionne pour être remplacé par un collègue plus ouvert, Dirk Bachmann. Le 22 février 1990, le président de police de Berlin-Ouest établit un groupe de travail qui rend son rapport le 9 mars, fixant un programme d'absorption des policiers de l'Est dans le cadre fédéral. Pour assurer le maintien de l'ordre lors des cérémonies de la réunification, la police de Berlin-Est est réunie à celle de l'Ouest le 1er octobre, avec deux jours d'avance sur les autres institutions. Dès le 1er octobre, 600 policiers de l'Est sont envoyés en service dans la partie Ouest tandis que 2 340 policiers de l'Ouest vont faire leur service à l'Est.
Sur les 9 400 Vopos de Berlin-Est, 6 843 demandent à continuer leur service dans la ville réunifiée. Cependant, ils sont tous rétrogradés de deux rangs avec le statut provisoire d'employé (« Angestellte ») et non de fonctionnaire (« Beamte »). Ils doivent remplir un long questionnaire sur leurs activités passées ; les hauts gradés et, dans certains cas, les simples agents peuvent passer devant une commission, dite « autorité Gauck », chargée de sanctionner les activités antidémocratiques et la collaboration avec la Stasi (police politique). D'ailleurs, certains hauts gradés de la Volkspolizei ont pris les devant et détruit ou maquillé leurs dossiers personnels pour éviter de rendre des comptes.
Dans la ville réunifiée, les policiers de l'Ouest affichent généralement un fort sentiment de supériorité envers leurs collègues de l'ancienne police de l'Est qu'ils considèrent comme inertes, voire paresseux, manquant d'initiative et peu attachés à l'accomplissement de leur tâche,. En 1992, seulement 2 130 anciens Vopos ont été titularisés, et en 1996, il ne reste pratiquement plus aucun cadre de l'ancienne police de l'Est en service à Berlin.

La préfecture de police dans Berlin divisé
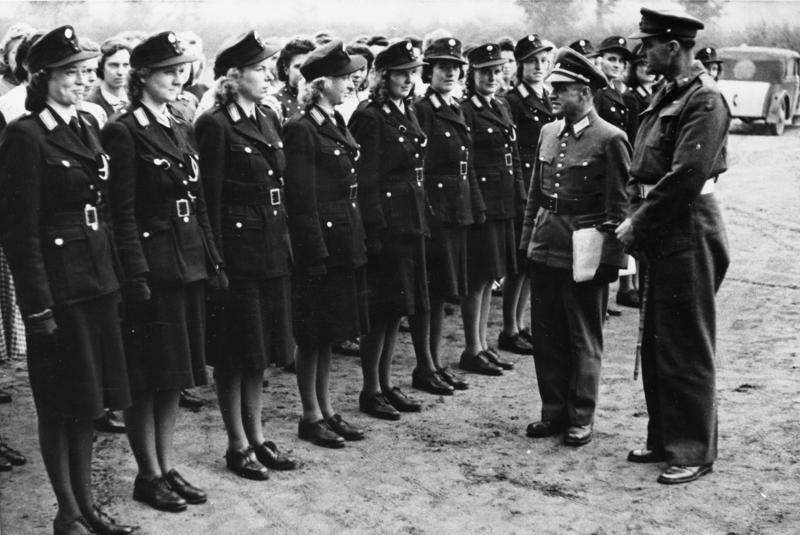
Ouest : première promotion féminine de l'école de police de Spandau devant un colonel britannique (à dr.), 1946.
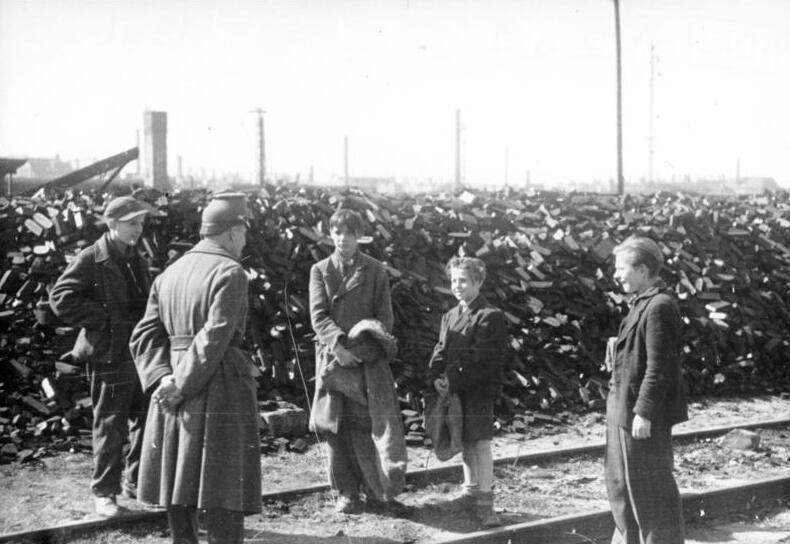
Ouest : policier interpellant de jeunes voleurs de charbon près de la gare de Wannsee, 1946.
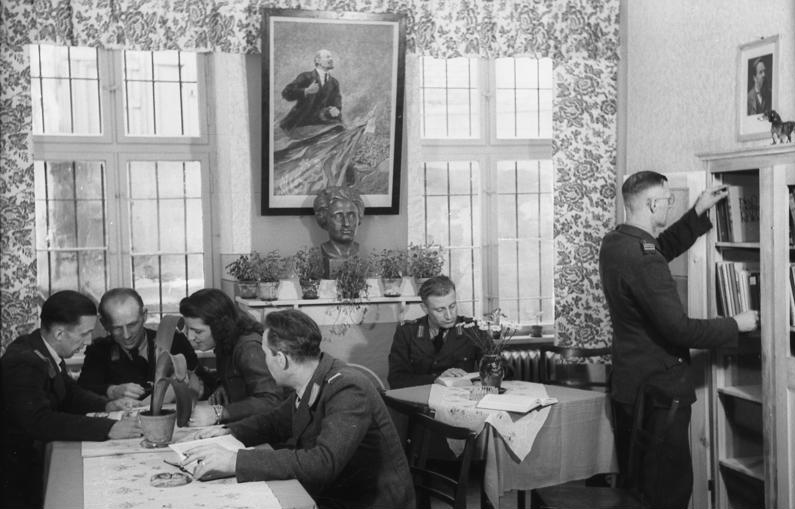
Est : intérieur d'un commissariat de la zone d'occupation soviétique, avec le portrait de Lénine et le buste de Rosa Luxemburg, mai 1949.
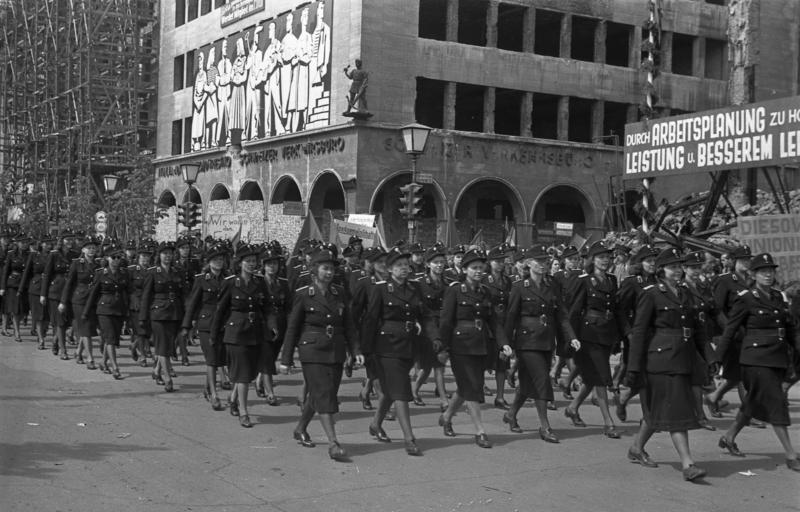
Est : défilé des agentes de la Volkspolizei, 1er mai 1949.
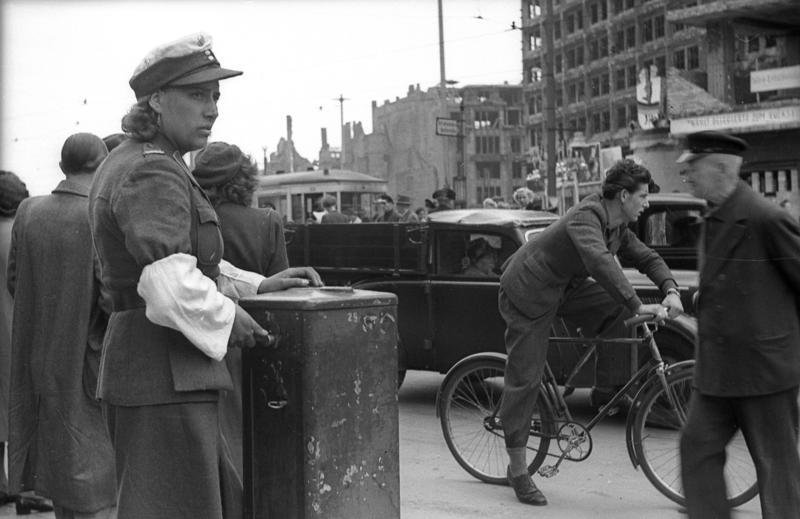
Est : agente de la police de circulation (« souris blanche ») devant des bâtiments en ruines, mai 1949.
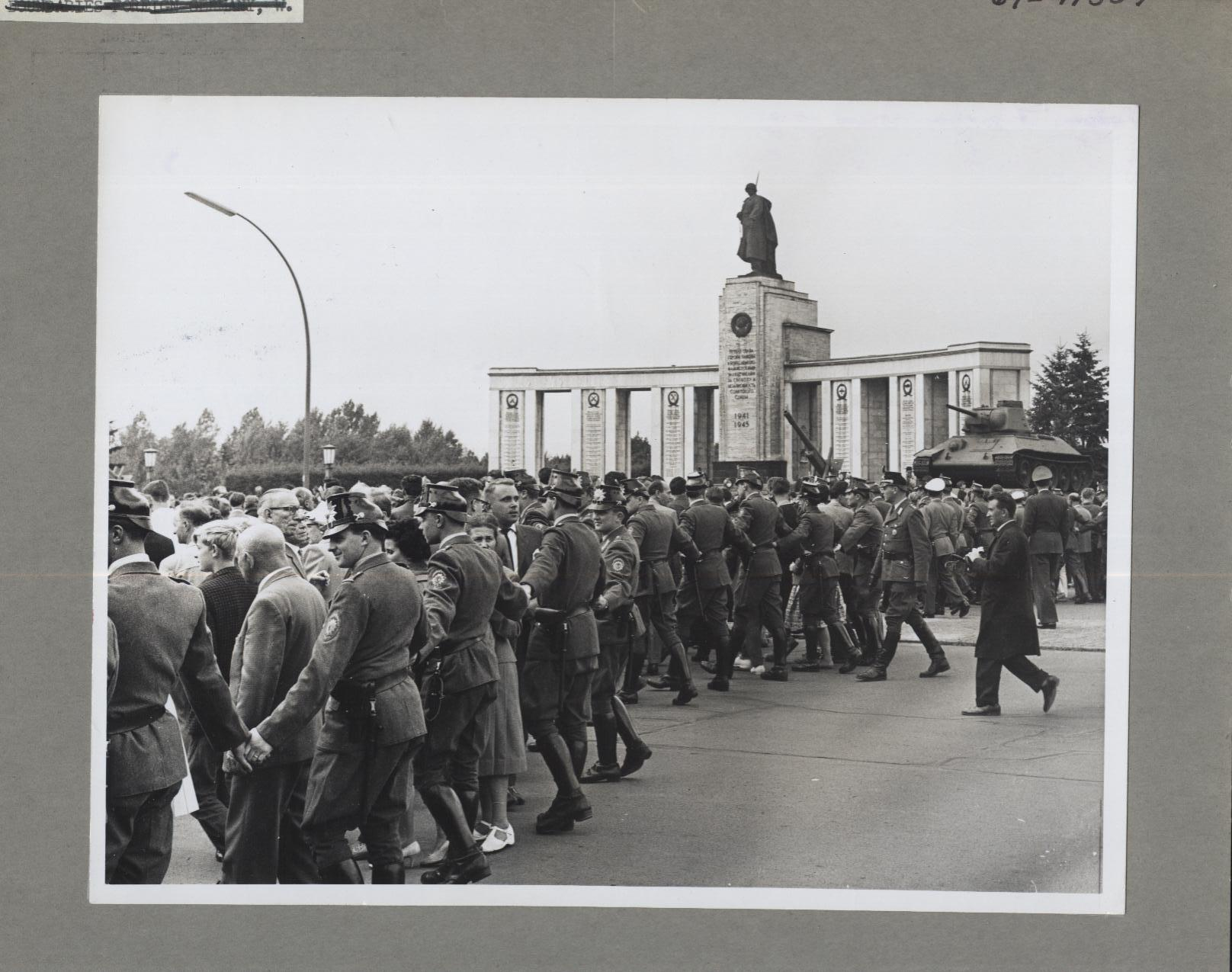
Ouest : la police dispersant une manifestation devant le mémorial soviétique de la Seconde Guerre mondiale au Tiergarten pendant la deuxième crise de Berlin, 14 août 1961.
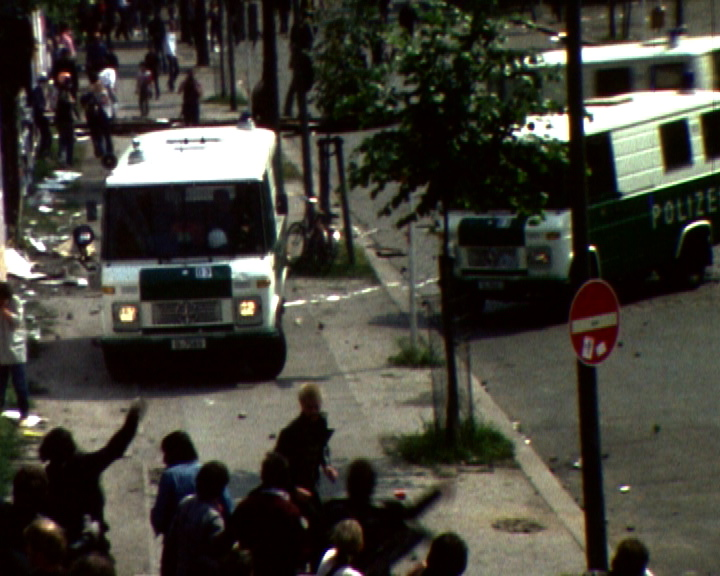
Ouest : déploiement de police devant une manifestation contre la visite du président américain Ronald Reagan, 11 juin 1982.
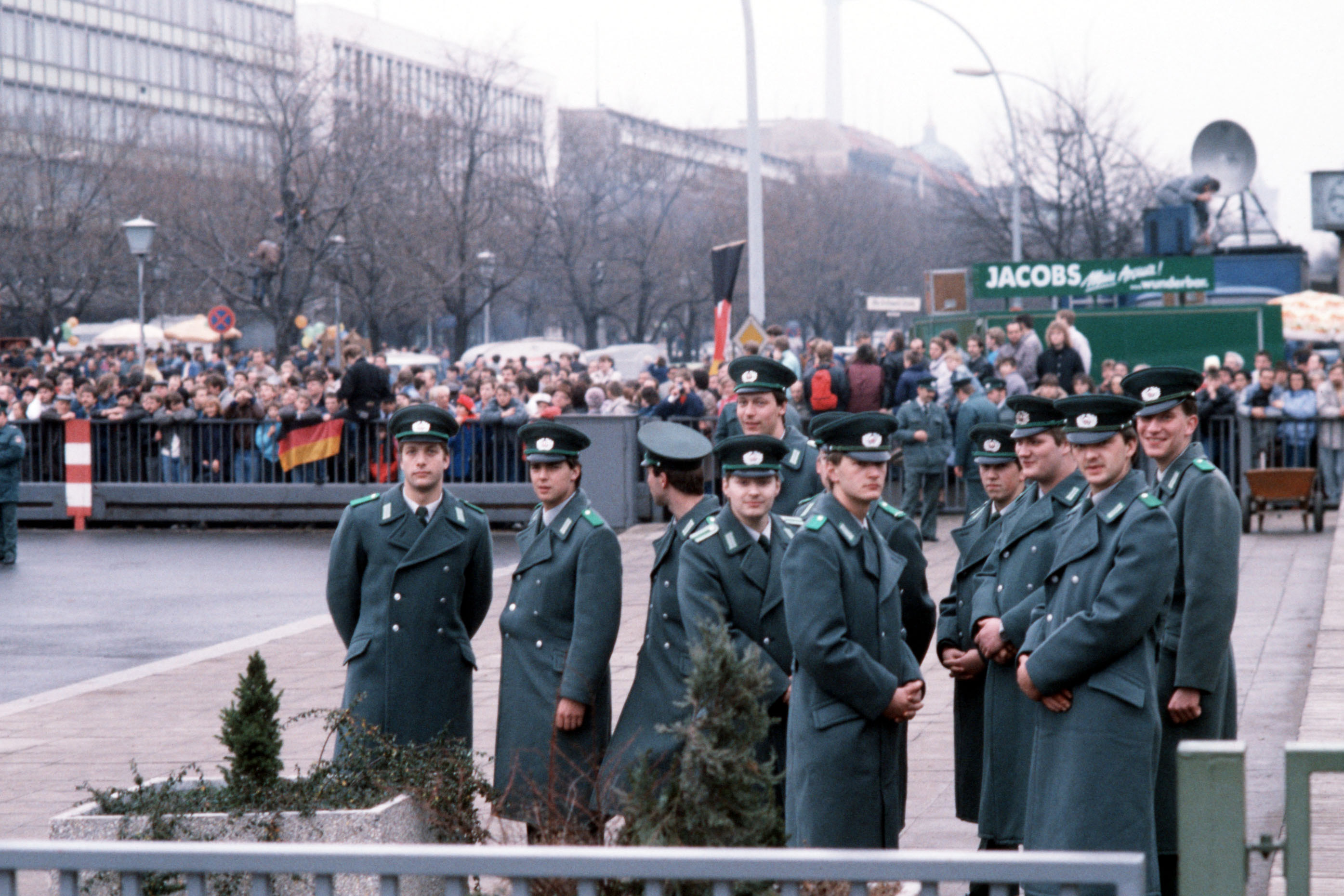
Est : agents de la Volkspolizei attendant l'ouverture de la porte de Brandebourg, 22 décembre 1989.

## Organisation

### Siège central

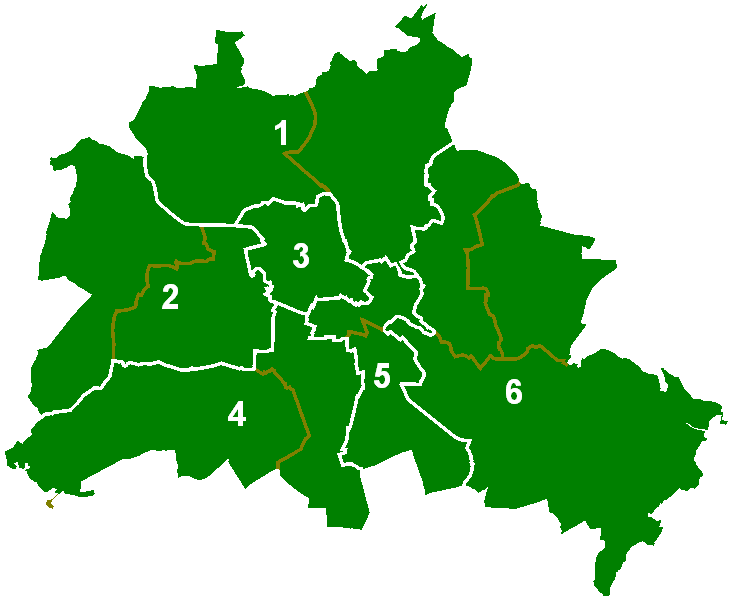
Les 6 directions de district de police de Berlin.

Au XIXe siècle, la préfecture a son siège au Molkenmarkt (de) près de l'ancien hôtel de ville. Un nouveau siège est construit entre 1885 et 1900, le Quartier général de la police Alexanderplatz, sur la place éponyme. À cette époque le siège est surnommé "l'Alex" (comme en France le "36" désigne le 36 quai des orfèvres). Le bâtiment est détruit par les bombardements de la Seconde Guerre mondiale. Son ancien emplacement est occupé par le centre commercial Alexa (de).
Pendant l'occupation interalliée, le siège de la police berlinoise est transféré rue Wilhelm Keibel (Keibelstraße), dans le quartier de Berlin-Mitte, qui reste, jusqu'en 1990, le siège de la Volkspolizei.
Après le partage de Berlin en 1948, la préfecture de Berlin-Ouest est établie dans l'ancienne caserne du 4e régiment de grenadiers de la Garde « reine Augusta » sur Friesenstraße (Kreuzberg).
Le siège actuel occupe l'ancien bâtiment principal de l'aéroport de Berlin-Tempelhof, au n°6, Platz der Luftbrücke (place du Pont aérien).

### Directions de district
1. Reinickendorf, Pankow
2. Spandau, Charlottenbourg-Wilmersdorf
3. Mitte
4. Tempelhof-Schöneberg, Arrondissement de Steglitz-Zehlendorf
5. Friedrichshain-Kreuzberg, Neukölln
6. Marzahn-Hellersdorf, Treptow-Köpenick, Lichtenberg

### Autres directions
- Unités spécialisées
  - Services centraux
  - 1re, 2e et 3e compagnies de police antiémeute (Bereitschaftspolizei)
  - Police fluviale et hélicoptères
  - Surveillance (Zentraler Objektschutz (ZOS) ou Wachpolizei (de))
  - Intervention (Einsatzleitzentrale)
  - Détention provisoire et transport de prisonniers
  - Entraînement
- Police criminelle (de) ou « Kripo »
- Académie de police
- Services administratifs et techniques

Police de Berlin
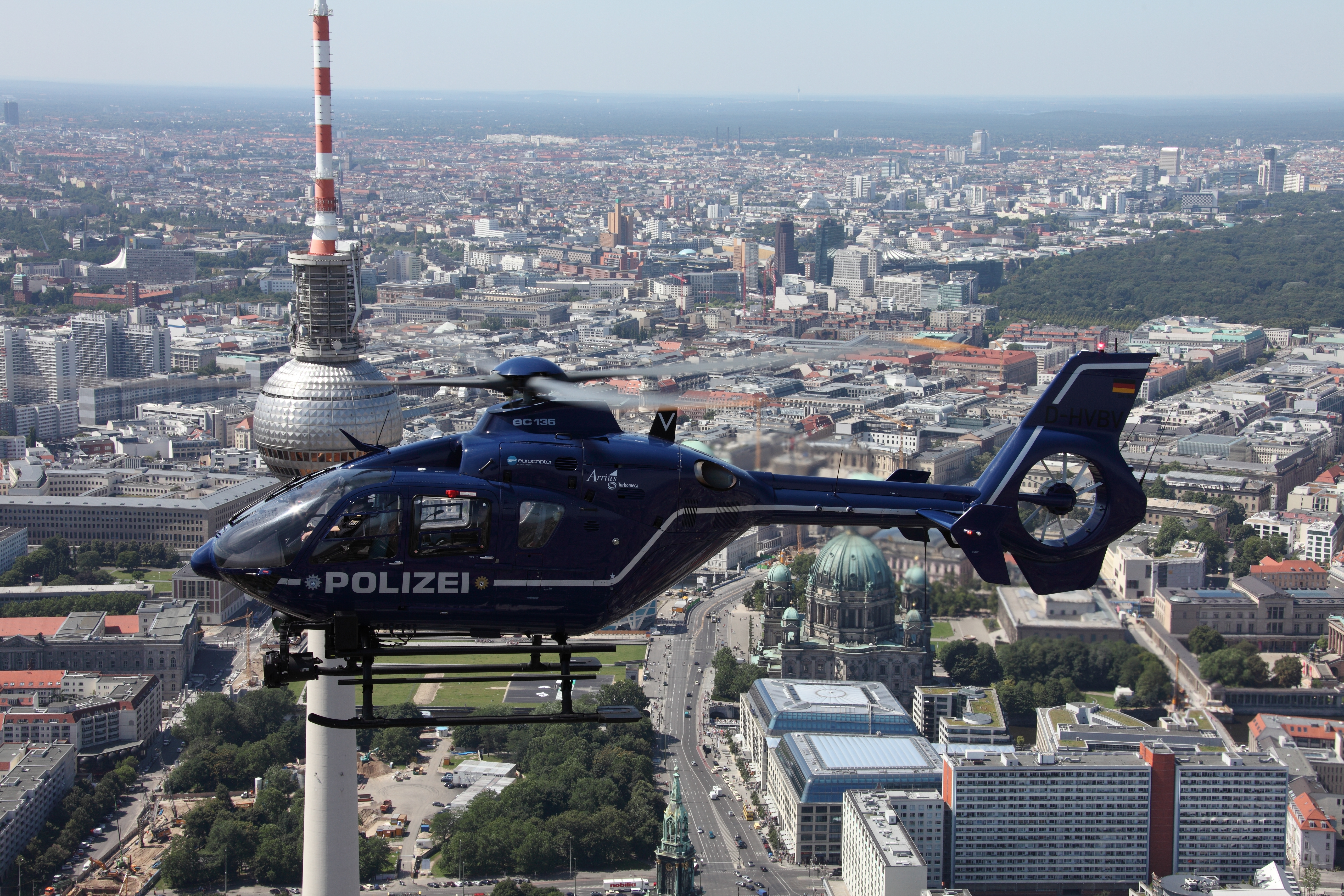
Hélicoptère Eurocopter EC135 devant la tour de la télévision.
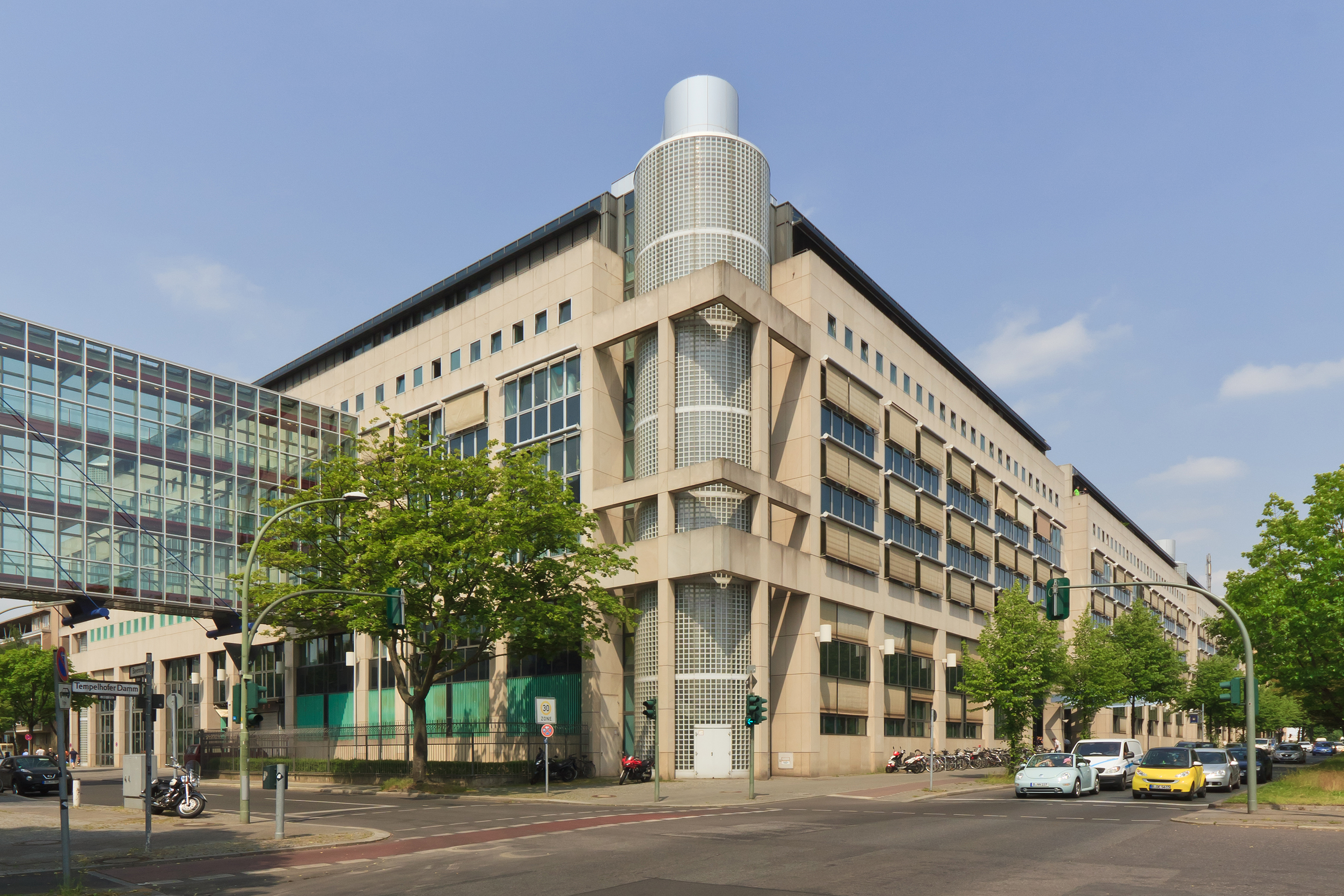
Siège de la police criminelle à Berlin-Tempelhof.
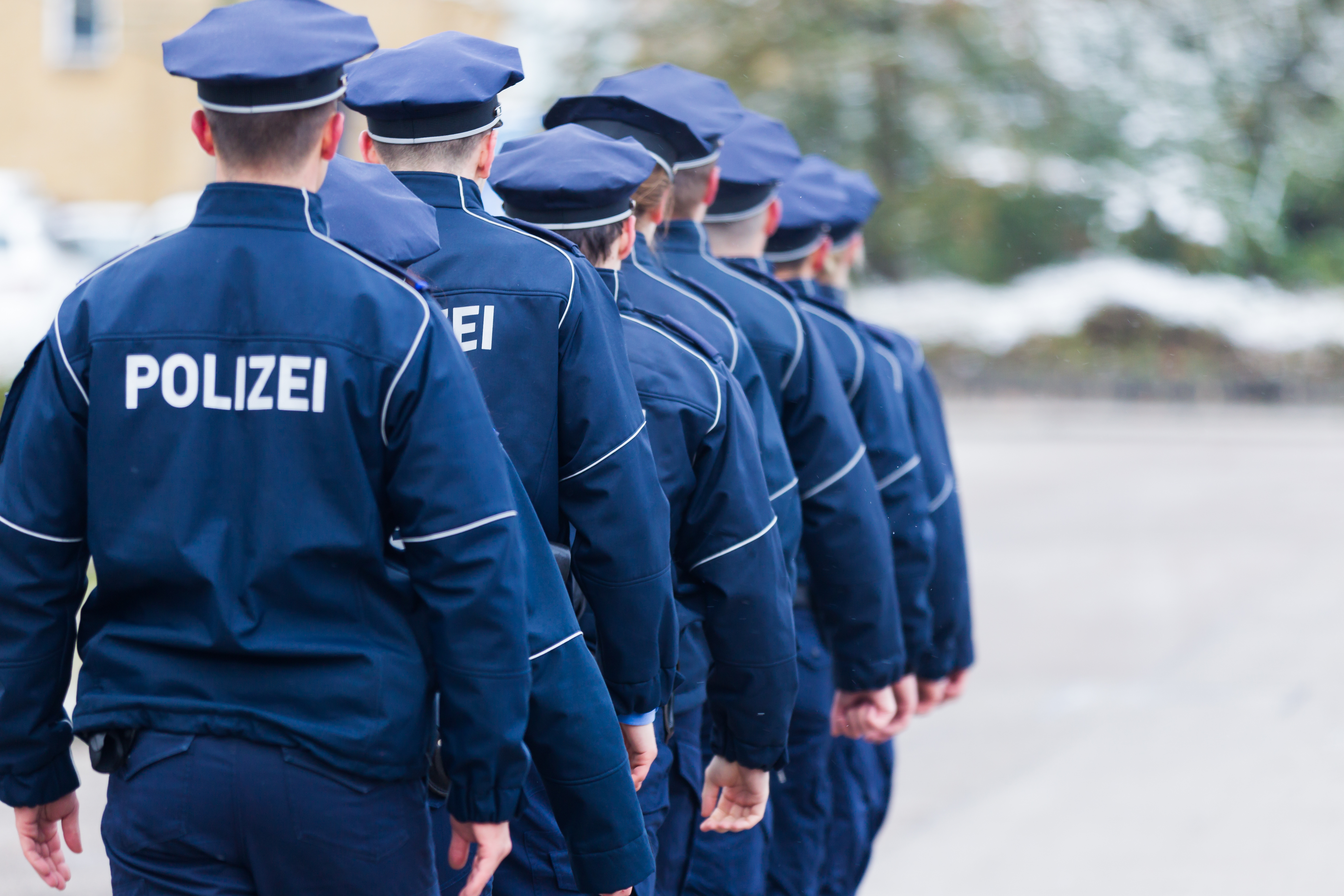
Élèves de l'Académie de police.

## Chefs de la police de Berlin depuis 1809
| - 1809–1811: Justus von Gruner - 1811–1812: Diederich Friedrich Carl von Schlechtendal (de) - 1812–1821: Paul Ludwig Le Coq - 1822–1831: Ludwig Wilhelm von Esebeck - 1831–1832: Friedrich Wilhelm Karl von Arnim - 1832–9999: August Wilhelm Francke - 1832–1839: Karl von Gerlach - 1839–1847: Eugen von Puttkamer - 1847–1848: Julius von Minutoli - 1848–9999: Moritz von Bardeleben - 1848–1856: Karl Ludwig Friedrich von Hinckeldey - 1856–1861: Constantin von Zedlitz-Neukirch (de) - 1861–1862: Leopold von Winter (de) | - 1862–1867: Otto von Bernuth - 1867–1872: Lothar von Wurmb (de) - 1872–1885: Guido von Madai - 1885–1895: Bernhard von Richthofen - 1895–1902: Ludwig von Windheim - 1903–1908: Georg von Borries junior - 1908–1909: (de) - 1909–1916: Traugott von Jagow - 1916–1918: Heinrich von Oppen - 1918–1919: Emil Eichhorn - 1919–1920: Eugen Ernst (de) - 1920–9999: Wilhelm Richter (de) |

Grand Berlin, 1920–1948
| - 1920–1925: Wilhelm Richter (de) - 1925–1926: Albert Grzesinski - 1926–1930: Karl Zörgiebel (de) - 1930–1932: Albert Grzesinski - 1932–1933: Kurt Melcher (de) | - 1933–1935: Magnus von Levetzow - 1935–1944: Wolf-Heinrich von Helldorf - 1944–1945: Kurt Göhrum (de) - 1945–1948: Paul Markgraf (de) |

Berlin partagé, 1945–1990
| Berlin-Est, 1948–1990 - 1948–1949: Paul Markgraf (de) - 1950–1953: Waldemar Schmidt (de) - 1953–1964: Fritz Eikemeier (de) - 1964–1975: Horst Ende (de) - 1975–1985: Werner Gröning (de) - 1986–1990: Friedhelm Rausch (de) - 1990–9999: Dirk Bachmann (de) | Berlin-Ouest, 1948–1990 - 1948–1962: Johannes Stumm (de) - 1962–1967: Erich Duensing (de) - 1968–9999: Georg Moch (de) - 1969–1987: Klaus Hübner (de) - 1987–1990: Georg Schertz (de) |

Depuis 1990
| - 1990–1992: Georg Schertz (de) - 1992–2001: Hagen Saberschinsky (de) - 2002–2011: Dieter Glietsch (de) | - 2011–2012: Margarete Koppers (de) (par intérim) - 2012–2018: Klaus Kandt (de) - 2018: Michael Krömer (de) (par intérim) - Depuis 2018: Barbara Slowik (de) |

### Sources et bibliographie
- (de) Cet article est partiellement ou en totalité issu de l’article de Wikipédia en allemand intitulé « Der Polizeipräsident in Berlin » (voir la liste des auteurs) dans sa version du 31 janvier 2019.
- Anke Boeck et al., "Pr.Br.Rep.30 Bln C Polizeipräsidium Berlin" in Quellen zur Geschichte der Juden in den Archiven der neuen Bundesländer - Band 3: Staatliche Archive der Länder Berlin, Brandenburg und Sachsen-Anhalt, K.G.Saur, München, 1999, p. 257.
- (de) J. v. Gruner., « Gruner, Justus von », dans Allgemeine Deutsche Biographie (ADB), vol. 10, Leipzig, Duncker & Humblot, 1879, p. 42-48
- Pierre Broué, Révolution en Allemagne (1917-1923), Éditions de Minuit, 1971, lire en ligne
- Hsi-Huey Liang, Die Berliner Polizei in der Weimarer Republik, Walter de Gruyter, 1977
- (en) Andreas Glaeser, Divided in Unity : Identity, Germany, and the Berlin Police, University of Chicago, 2000, 400 p. (ISBN 978-0-226-29783-5, lire en ligne), p.200.
- Stefan Naas, Die Entstehung des Preussischen Polizeiverwaltungsgesetzes von 1931, Mohr Siebeck, Tübingen, 2003
- Jobard Fabien, « La réunion des contraires. L'absorption de la Volkspolizei dans la police berlinoise, 1989-90 », Vacarme, no 27,‎ février 2004, p. 43-46 (lire en ligne).
- Heinrich Hubert Houben, Polizei und Zensur, Unikum, 2012
- Dominik Glorius, Im Kampf mit dem Verbrechertum: Die Entwicklung der Berliner Kriminalpolizei von 1811 bis 1925, Berliner Wissenschafst-Verlag, 2016
- (de) Werner Sabitzer, « Polzeigeschichte Berlins », Polizeihistorische Sammlung,‎ 2000, p. 52-55 (lire en ligne)